# Shimano Santé

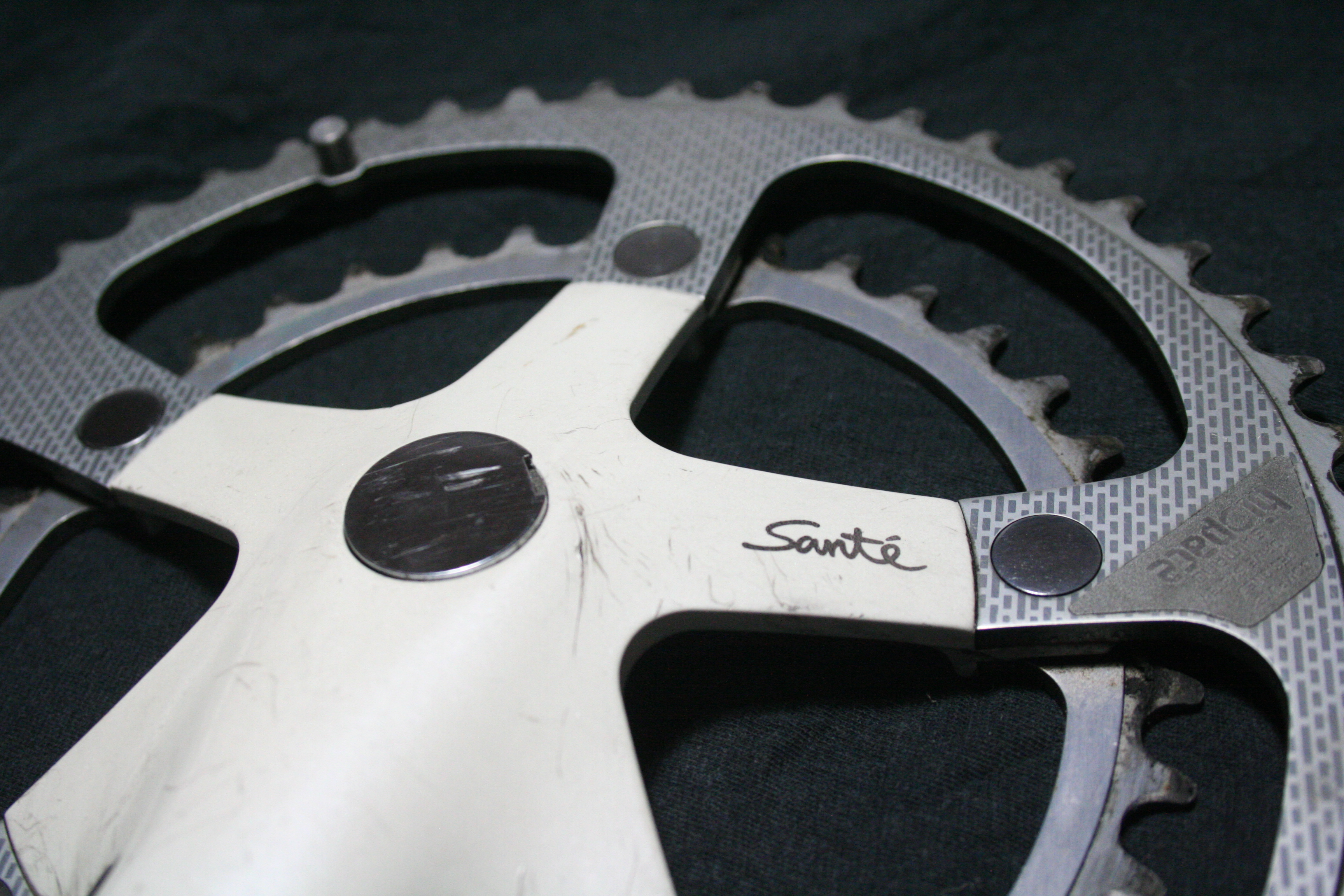
Mechanizm korbowy (FC-5000)

Shimano Santé – grupa szosowa Shimano produkowana w latach 1987–1988. Przeznaczona dla amatorów i entuzjastów kolarstwa ceniących najwyższą jakość i niezawodność osprzętu, lecz nie będących zawodowcami, dla których firma oferowała Dura-Ace. Komponenty nosiły oznaczenia xx-5000 i xx-5001. Grupa miała niespotykaną wcześniej stylistykę i charakterystyczną kolorystykę dzięki użyciu perłowo białego lakieru emaliowego i polerowanego aluminium. Cechy te stały się jednak jednym z powodów, dla których sprzedaż Santé nie była zadowalająca i Shimano wycofało grupę z produkcji w kilka lat po wprowadzeniu na rynek.
Pod koniec lat 80. XX wieku Cannondale zaprezentował jeszcze prototyp profesjonalnego roweru szosowego wyposażonego w pomalowaną całkowicie na czarno wersję grupy Santé, ale do masowej produkcji nigdy nie doszło. „Santé” po francusku znaczy „zdrowie”.

## Specyfikacja
Przerzutka tylna
- oznaczenia: RD-5001 i RD-5001-LS
- pantograf: skośny, aluminium
- sworznie pantografu: stal nierdzewna w mosiężnych tulejach
- wózek: krótki lub średni, aluminium
- kółka: uszczelnione, ceramiczne łożyska ślizgowe
- najmniejsza zębatka kasety: 12 zębów
- największa zębatka kasety: 24 (krótki wózek) lub 28 zębów (długi wózek)
- pojemność: 24 (krótki wózek) lub 28 zębów (długi wózek)
- masa: 191 g

Manetki
- oznaczenie: SL-5000
- mocowanie: na dolną rurę ramy
- tryby pracy: indeksowany lub cierny
- liczba biegów w trybie indeksowanym: 7
- mechanizm zapadkowy: kulkowy (system Light Action)
- masa: 70 g

Przerzutka przednia
- oznaczenia: FD-5000-B i FD-5000-F
- obejma: 28,6 mm, aluminium
- pantograf: aluminium
- klatka: chromowana stal
- pojemność: 14 zębów
- masa: 100 g

Mechanizm korbowy
- oznaczenie: FC-5000
- ramiona: kute aluminium, niskoprofilowe
- długość ramion: 160, 162,5, 165, 167,5, 170 lub 172,5 mm
- zębatki: aluminium, BioPace, 52 i 42 zęby
- rozstaw śrub zębatek (BCD): 130 mm
- masa: 689 g (170 mm)

Suport
- oznaczenie: BB-5000
- typ: klasyczny, rozbieralny
- oś: stal CrMo, 108 mm, kwadrat JIS
- uszczelki: kontaktowe
- masa: 295 g

Piasta przednia
- oznaczenie: HB-5000-F
- korpus: kute aluminium
- oś: stal CrMo, na szybkozamykacz
- łożyska: kulkowe, polerowane bieżnie
- uszczelki: podwójne kontaktowe
- szerokość: 100 mm
- liczba otworów: 28, 32 lub 36
- masa: 232 g (z szybkozamykaczem)

Piasta tylna
- oznaczenie: FH-5000
- korpus: kute aluminium
- oś: stal CrMo, na szybkozamykacz
- łożyska: kulkowe, polerowane bieżnie
- uszczelki: podwójne kontaktowe
- szerokość: 126 mm
- liczba otworów: 28, 32 lub 36
- bębenek: UniGlide, dla kaset 7-rzędowych
- masa: 430 g (z szybkozamykaczem)

Łożyska sterowe
- oznaczenie: HP-5000
- materiał: stal nierdzewna
- uszczelki: kontaktowe
- typ: nakręcane
- rozmiar: 1 cal (angielski) lub M25 (francuski)
- wysokość: 22,5 + 10 mm
- masa: 100 g

Szczęki hamulcowe
- oznaczenia: BR-5000
- ramiona: aluminium
- zasięg ramion: krótkie, 39–49 mm
- typ: jednoosiowe
- sprężyna: SLR, regulowana
- klocki: jednoczęściowe
- masa: 310 g (para)

Klamki hamulcowe
- oznaczenie: BL-5001 i BL-5002
- materiał: aluminium
- rozmiar: normalny i krótki
- sprężyny: SLR
- masa: 266 g (para)